# Lista de prefeitos de Cascavel (Paraná)
Esta é a lista de prefeitos e vice-prefeitos de Cascavel, município brasileiro localizado na região Oeste do estado do Paraná.
Sua emancipação ocorreu no dia 14 de novembro de 1951, ao demembrar-se de Foz do Iguaçu, por meio da Lei Estadual n° 790.
| PREFEITOS DO MUNICÍPIO DE CASCAVEL | PREFEITOS DO MUNICÍPIO DE CASCAVEL | PREFEITOS DO MUNICÍPIO DE CASCAVEL | PREFEITOS DO MUNICÍPIO DE CASCAVEL | PREFEITOS DO MUNICÍPIO DE CASCAVEL | PREFEITOS DO MUNICÍPIO DE CASCAVEL | PREFEITOS DO MUNICÍPIO DE CASCAVEL |
| Nº                                 | Nome                               | Partido                            | Vice-prefeito                      | Início do mandato                  | Fim do mandato                     | Observações                        |
| ---------------------------------- | ---------------------------------- | ---------------------------------- | ---------------------------------- | ---------------------------------- | ---------------------------------- | ---------------------------------- |
| 1                                  | José Neves Formighieri             | PTB                                | Oscar Faria Santos                 | 14 de dezembro de 1952             | 14 de dezembro de 1956             | Eleito em sufrágio universal       |
| 2                                  | Helberto Edwino Schwarz            | PTB                                | Carlos Xavier Paes Barreto         | 14 de dezembro de 1956             | 14 de dezembro de 1960             | Eleito em sufrágio universal       |
| 3                                  | Octacílio Mion                     | PTB                                | Odilon Correia Reinhardt           | 14 de dezembro de 1960             | 14 de dezembro de 1964             | Eleitos em sufrágio universal      |
| 4                                  | Odilon Correia Reinhardt           | PTB                                | Theodoro Colombelli                | 14 de dezembro de 1964             | 31 de janeiro de 1969              | Eleitos em sufrágio universal      |
| 5                                  | Octacílio Mion                     | ARENA                              | Jacy Miguel Scanagatta             | 31 de janeiro de 1969              | 31 de janeiro de 1973              | Eleitos em sufrágio universal      |
| 6                                  | Pedro Muffato                      | ARENA                              | Ferdinando Maschio                 | 31 de janeiro de 1973              | 31 de janeiro de 1977              | Eleitos em sufrágio universal      |
| 7                                  | Jacy Miguel Scanagatta             | ARENA/PDS                          | Assis Gurgacz                      | 1º de fevereiro de 1977            | 31 de janeiro de 1983              | Eleitos em sufrágio universal      |
| 8                                  | Fidelcino Tolentino                | MDB                                | Adelino Marcon                     | 1º de fevereiro de 1983            | 31 de dezembro de 1988             | Eleitos em sufrágio universal      |
| 9                                  | Salazar Barreiros                  | PMDB                               | Hostílio Lustosa                   | 1º de janeiro de 1989              | 31 de dezembro de 1992             | Eleitos em sufrágio universal      |
| 10                                 | Fidelcino Tolentino                | PMDB                               | Plínio Destro                      | 1º de janeiro de 1993              | 31 de dezembro de 1996             | Eleitos em sufrágio universal      |
| 11                                 | Salazar Barreiros                  | PP                                 | Eduardo Marassi                    | 1º de janeiro de 1997              | 31 de dezembro de 2000             | Eleitos em sufrágio universal      |
| 12                                 | Edgar Bueno                        | PDT                                | Leonaldo Paranhos                  | 1º de janeiro de 2001              | 31 de dezembro de 2004             | Eleitos em sufrágio universal      |
| 13                                 | Lísias Tomé                        | PPS                                | Vander Piaia (PPS)                 | 1º de janeiro de 2005              | 31 de dezembro de 2008             | Eleitos em sufrágio universal      |
| 14                                 | Edgar Bueno                        | PDT                                | Jadir de Mattos (PTB)              | 1º de janeiro de 2009              | 31 de dezembro de 2012             | Eleitos em sufrágio universal      |
| 14                                 | Edgar Bueno                        | PDT                                | Maurício Querino Theodoro (PSDB)   | 1º de janeiro de 2013              | 31 de dezembro de 2016             | Reeleito em sufrágio universal     |
| 15                                 | Leonaldo Paranhos                  | PSC/PL                             | Jorge Luiz Lange (PSD)             | 1º de janeiro de 2017              | 31 de dezembro de 2020             | Eleitos em sufrágio universal      |
| 15                                 | Leonaldo Paranhos                  | PSC/PL                             | Renato Silva (PL)                  | 1º de janeiro de 2020              | 31 de dezembro de 2024             | Eleitos em sufrágio universal      |
| 16                                 | Renato Silva                       | PL                                 | Henrique Mecabô (NOVO)             | 1° de Janeiro de 2025              | Atualmente                         | Eleitos em Sufrágio Universal      |